# Ortolf von Baierland
Ortolf von Baierland, auch Ortolf von Würzburg (geboren in der ersten Hälfte des 13. Jahrhunderts im Herzogtum Bayern, möglicherweise im unterfränkischen Weiler „Bayerland“, heute „Wegfurter Baierland“, in Bischofsheim an der Rhön; gestorben um 1290, vermutlich in Würzburg) war ein deutscher Arzt und medizinischer Fachautor. Er war ein hochangesehener Wundarzt bzw. Handwerkschirurg mit akademischer Bildung, am Würzburger Domkapitel tätig und um 1280 Verfasser eines volkssprachigen allgemeinmedizinischen Lehrbuches, das regional bis zum Ende des 16. Jahrhunderts benutzt wurde.

## Leben
Über die Lebensdaten Ortolfs („von Beierlant geborn“ und „arzet in Wirzeburc“, wie er selbst schreibt) liegen bislang nur zwei direkte urkundliche Zeugnisse vor, die belegen, dass er lange vor 1339 in einem Domherrenhof neben dem Würzburger Dom wohnte und als Arzt („Chirologe“: hier Bezeichnung für einen akademisch ausgebildeten Wundarzt) tätig war. Für sein hohes Ansehen spricht neben indirekten Nennungen die Tatsache, dass sein dem Würzburger Dietrichspital gehörendes Wohnhaus (im Bereich des heutigen Kardinal-Döpfner-Platz 3) noch 50 Jahre nach seinem Tod als Ortolfs hûs bekannt war.
Ortolf von Baierland, der gelegentlich auch Ortolf von Würzburg genannt wird und für das Würzburger Domkapitel tätig war, war ein ausgezeichneter Kenner der lateinischen Fachliteratur und hatte wahrscheinlich an einer Universität – man zieht Salerno und das salernitanisch beeinflusste Paris in Betracht – zumindest zum Teil studiert und sein Studium noch vor 1250 abgeschlossen. Über die im Mittelalter bedeutende Würzburger Domschule hatte er möglicherweise Zugriff auf die von ihm verwendeten Quellen.
Die Erwähnung in den ältesten Rechnungen des Klosters Aldersbach ist ein indirekter Hinweis auf die hohe Stellung der Würzburger Medizin im ausgehenden 13. und frühen 14. Jahrhundert.

## DasArzneibuchOrtolfs von Baierland
Der Entstehungszeitraum des in Würzburg verfassten ortolfischen Arzneibuches, das sowohl chirurgische Inhalte (wuntarzenîe) als auch internistische (lîparzenîe) sowie fachübergreifende (etwa augenheilkundliche und ohrenärztliche) Abschnitte enthält, lässt sich nicht genau festlegen. Man geht aber von einer Entstehungszeit um 1280 aus, da als sicher gilt, dass es sich dabei nicht um ein Jugendwerk handelt und dass es auf Grund der fehlenden Pestrezepte vor den großen Pestzügen – und damit vor 1348 – verfasst worden sein muss. Zudem setzte kurz nach 1300 bereits die Überlieferung von Ortolfs Inhalten ein, was für mittelalterliche Verhältnisse ebenfalls für eine Entstehung deutlich vor 1300 spricht.
Das Arzneibuch, genannt auch mittelhochdeutsch arzetbuoch, zeichnet sich durch hohe Fachkompetenz auf dem neuesten Stand seiner Zeit aus, seine Konzeption als volkssprachiges Lehrwerk kann als Pioniertat bezeichnet werden, da es bis dahin üblich war, medizinische Lehrbücher in lateinischer Sprache zu verfassen. Ortolfs lässt darauf schließen, dass er ein erfahrener Praktiker war, was für studierte Mediziner des Mittelalters keineswegs selbstverständlich war. Fertig ausgebildete Praktiker, vornehmlich Wundärzte, waren es auch, an die Ortolf sich mit seinem allgemeinmedizinischen Lehrwerk richtete. Ihnen vermittelte er auf humoralpathologischer Grundlage profundes Wissen über Diagnose, Prognose und Therapie (unter anderem Aderlass) für das gesamte breite Spektrum von Krankheiten, das die Wundärzte des Mittelalters behandelten (Allgemeinkrankheiten, Verletzungen, Augenkrankheiten, Frauenkrankheiten bis hin zur Zahnmedizin und Chirurgie). Jenseits seiner medizinischen Qualitäten gilt Ortolfs Arzneibuch, das auch „Einschläge salernitanischer Frühscholastik“ erkennen lässt, als brillantes sprachliches Kunstwerk. Ortolf griff für sein, vor allem aus Quellen des 12. und 13. Jahrhunderts gespeistes Werk in erster Linie auf Salerner Quellen zurück, weiterhin benutzte er aus Parma (Roger Frugardi), Toledo und Paris stammende medizinische Fachliteratur. Zu den wesentlichen, zwischen 1150 und 1240 entstandenen Vorlagen bzw. Quellen gehört etwa das um 1240 fertiggestellte Compendium medicinae von Gilbertus Anglicus.
Ortolfs Arzneibuch enthält 167 Kapitel, gegliedert in sechs Gliederungsebenen bzw. sieben Abschnitte:
- Grundlagen der Medizin (Elementenlehre, Humoralpathologie, Pathologie, Anatomie, Diätetik, Therapie), aufteilbar in Sex res naturales und Sex res non naturales
  - von Ortolf benutzt: Liber regius ad Almansorum von Rhazes nach Gerhard von Cremona, Liber pantegni von Haly Abbas

- Uroskopie (Harnschau)[23]
  - benutzt: Liber de urinis von Isaac Judaeus und Carmen de urinis von Aegidius Corboliensis (Gilles de Corbeil)
- Pulsdiagnostik
  - benutzt: Carmen de pulsibus von Aegidius Corboliensis

- Hippokratische Lehren (Aphorismen, Prognosen)
  - benutzt: Aphorismen und Prognosen von Hippokrates von Kos nach Konstantin von Afrika sowie die pseudohippkratische Capsula eburnea
- Aderlass und Blutschau gemäß De phlebotomia von Maurus von Salern

- Krankheiten von Kopf bis Fuß und deren Therapie
  - benutzt: Compendium medicinae von Gilbertus Anglicus

- Wundbehandlung (Kopfverletzungen, Blutstillung, Wundbehandlung, Augenleiden)
  - benutzt: Compendium medicinae von Gilbertus Anglicus, „Chirurgie“ von Roger Frugardi.

## Überlieferungs- und Wirkungsgeschichte
Die Überlieferungs- und Wirkungsgeschichte bzw. Rezeption des Arzneibuches von Ortolf von Baierland erstreckt sich vom 14. bis zum 17. Jahrhundert: mittlerweile sind über 70 Voll- und etwa 130 Streuüberlieferungen der Handschrift bekannt, dazu kommen acht Druckausgaben mit mehr als 200 Auflagen von 1472 bis 1658 in verschiedenen Sprachen. Mit über 400 Textzeugen steht Ortolfs Werk an der Spitze des mittelhochdeutschen Schrifttums. Die gynäkologischen Kapitel Ortolfs wurden beispielsweise vom Speyrer Frauenbüchlein (1460) übernommen. Räumlich konzentriert sich die Verbreitung des Arzneibuches bis etwa 1500 auf den bairisch-ostfränkischen Sprachraum, ist aber auch im alemannischen (oberelsässischen) Raum greifbar, wo es bereits um 1400 auch von Laienärzten aufgenommen wurde, gelangte bis in den niederdeutschen Sprachraum.
Bereits im 19. Jahrhundert begann die wissenschaftliche Rezeption des Werkes von Ortolf von Baierland, beginnend mit dem Würzburger Universitätsbibliothekar Friedrich Anton Reuß, gefolgt 1886 von dem Sprachforscher Karl Ernst Hermann Krause. Am Würzburger Institut für Geschichte der Medizin war unter Leitung von Gundolf Keil, der sich seit 1959 mit Ortolf von Baierland und dessen Wirkungsgeschichte beschäftigt, die Germanistin und Sprachwissenschaftlerin Christine Boot (1929–1992) durch Sichtung von mehr als 200 Handschriften entscheidend an der Kollationierung des zuerst vor allem durch die Dissertation des Edinburgher Germanisten James Follan (1924–1998) der Forschung (zunächst ohne dessen chirurgischen Teil) bekanntgemachten Textes beteiligt.

## Pseudo-Ortolf
Infolge seines guten Rufes wurden noch im 15. und 16. Jahrhundert Texte mit Ortolfs Namen versehen, um ihnen „einen gewissen gelehrten Glanz zu verleihen“. Zu den Pseudo-Ortolfica gehört auch ein geburtshilflicher Traktat des späten 15. Jahrhunderts, das in Augsburg um 1495 erstmals gedruckte sogenannte Pseudo-Ortolfische Frauenbüchlein.

## Druckausgaben
- Ortolff von Bayrlandt: Ayn Artzpuech mayster Ortolfs von Bayrn [...]. Günther Zainer, Augsburg 1477 oder 1478 (Digitalisat). Erschienen auch bei Anton Koberger, Nürnberg 1477, bei Anton Sorg, Augsburg 1479, 1482 und 1488, sowie bei Hans Schobser in Augsburg 1490.
- Bock der arstedien van allen kranckheyten und ghebreken des mynschen. Lübeck (Bartholomäus Ghotan) 1484.[46] Von Hans Cristensen Bartsker 1596 ins Dänische übersetzt und herausgegeben bei Niclaus Wegener in Schleswig.
- nur anteilig (bei falscher Verfasserangabe):[47] Promptuarium medicinae, niederdt. [Matthäus Brandis, Lübeck um 1488] (Digitalisat)

## Editionen und Übersetzungen
- James Follan (Hrsg.): Ortolf von Bayerlant’s Treatise on medicine. Philosophische Dissertation Edinburgh 1956. Nach dem Text der in der Universitätsbibliothek Würzburg erhaltenen Handschrift M.ch.f. 79.
- James Follan (Hrsg.): Das Arzneibuch Ortolfs von Baierland. Nach der ältesten Handschrift (14. Jhdt.) (Stadtarchiv Köln W 4° 24*). Wissenschaftliche Verlags-Gesellschaft, Stuttgart 1963 (= Veröffentlichungen der Internationalen Gesellschaft für Geschichte der Pharmazie. Neue Folge, Band 23). Nach der ripuarischen Handschrift, im Gegensatz zur Dissertation mit dem chirurgischen Teil.
- Christa Hagenmeyer: Die „Ordnung der Gesundheit“ für Rudolf von Hohenberg. Untersuchungen zur diätetischen Fachprosa des Spätmittelalters mit kritischer Textausgabe. Philosophische Dissertation Heidelberg, Stuttgart 1972, S. 343–369 (Ortolf-Anteile der Ordnung der Gesundheit).
- Gundolf Keil: Die „Cirurgia“ Peters von Ulm. Untersuchungen zu einem Denkmal altdeutscher Fachprosa mit kritischer Ausgabe des Textes (= Forschungen zur Geschichte der Stadt Ulm. Band 2). Stadtarchiv, Ulm 1961 (zugleich Philosophische Dissertation Heidelberg 1960: Peter von Ulm. Untersuchungen zu einem Denkmal altdeutscher Fachprosa mit kritischer Ausgabe des Textes), S. 228, 243–245, 258, 263, 266, 280–281, 286–291 und 294 (17 Kapitel, teils nach der Bearbeitung Peters von Ulm Cirurgia).
- Ortrun Riha: Das Arzneibuch Ortolfs von Baierland. Auf der Grundlage des von Gundolf Keil geleiteten Teilprojekts des SFB 226 „Wissensvermittelnde und wissensorganisierende Literatur im Mittelalter“ zum Druck gebracht, eingeleitet und kommentiert von Ortrun Riha (= Wissensliteratur im Mittelalter. Band 50). Reichert, Wiesbaden 2014, ISBN 978-3-95490-015-2. Orientiert an der Handschrift Cod. HB XI 11 in der Württembergischen Landesbibliothek in Stuttgart.
- Ortrun Riha: Mittelalterliche Heilkunst. Das Arzneibuch Ortolfs von Baierland (um 1300). Eingeleitet, übersetzt und mit einem drogenkundlichen Anhang versehen. Deutscher Wissenschaftsverlag, Baden-Baden 2014 (= DWV-Schriften zur Medizingeschichte. Band 15), ISBN 978-3-86888-071-7.